# Moshe ben Hanokh
Moshe ben Hanokh (hébreu : משה בן חנוך, également transcrit Moshe ben Hannoch ou ben Hannouch) est un rabbin babylonien du Xe siècle (décédé en 965).
Devenu le principal talmudiste de son temps en Espagne, il a permis à la communauté juive andalouse de devenir l'un des centres du monde juif.

## Éléments biographiques
Sa vie et son œuvre ne sont connues jusqu'au début du XXe siècle que par ce qu'en rapporte Abraham ibn Dawd dans son Sefer HaQabbala : Moshe serait, avec Houshiel ben Elhanan, Shemarya ben Elhanan et un autre dont le nom n'est pas mentionné, l'un des quatre étudiants partis de Bari vers Sébaste afin de lever des fonds pour l'académie talmudique de Soura, sur le déclin.
Cependant, ils sont capturés par un pirate andalou, l'amiral Ibn Roumahis (ou Ibn Demahin), qui ne tarde pas à avoir des vues sur la jeune et belle épouse de Moshe. Celle-ci préfère se jeter à la mer et s'y noie. Moshe est vendu avec son jeune fils Hanokh comme esclave sur les marchés de Cordoue, où il est rédimé par la communauté juive locale, aux environs de 945 ou 948.
À Cordoue, Moshe se rend à l’école locale, et assis dans un coin, écoute calmement le cours de Nathan, juge et rabbin local, mais peu versé dans le Talmud. Les questions de Moshe attirent l'attention de l'auditoire, et son explication détaillée du passage cité par Nathan ainsi que ses réponses rapides à toutes les questions qui se posent révèlent sa valeur à l'assemblée. Nathan renonce spontanément à son poste, que la riche communauté de Cordoue s'empresse d'attribuer à Moshe. Hasdaï ibn Shaprut, conseiller personnel du calife omeyyade Abd al-Rahman III, intervient auprès de celui-ci pour qu'il ordonne à l'amiral Ibn Roumahis de renoncer à la rançon plus élevée qu'il a l'intention de demander pour Moshe. Selon Heinrich Graetz, le calife « s’était montré très empressé à donner satisfaction, dans cette question, à la communauté juive, parce qu’il voyait avec déplaisir des sommes considérables sortir tous les ans de son royaume pour soutenir le gaonat, placé sous l’autorité d’un khalifat ennemi. »
La découverte par Solomon Schechter d'un manuscrit autographe de Houshiel parmi les documents récupérés dans la Gueniza du Caire (un entrepôt de documents sacrés et profanes, étudiés depuis le XIXe siècle) a fait conclure à la plupart des savants de la Wissenschaft des Judentums que ce récit est un mythe étiologique, visant à expliquer la montée en influence de centres de savoir juifs indépendants des académies babyloniennes, celui d'Espagne ayant été dirigé par Moshe ben Hanokh. Y. Halevy, un historien juif orthodoxe, considère cependant que le récit a une valeur historique et Moshe Gil qu'il a au moins un fond de vérité.

## Œuvre
On ne connaît pas d'œuvre de Moshe ben Hanokh.